# Pays ABC

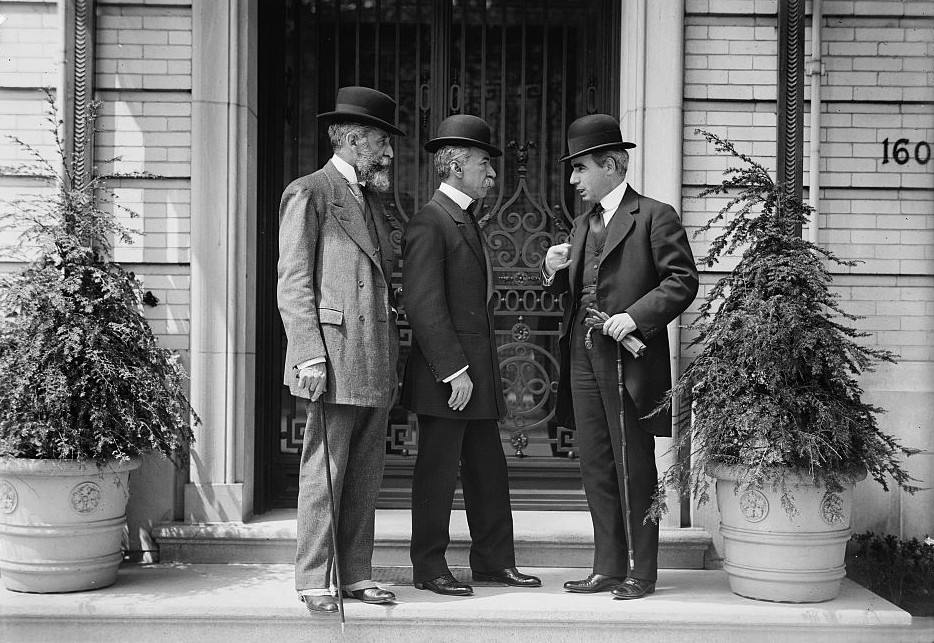
Les diplomates Eduardo Suárez Mujica du Chili, Domício da Gama du Brésil et Rómulo S. Naón d'Argentine lors de la conférence de paix de Niagara Falls en 1914.

On désigne sous le terme de pays ABC les puissances sud-américaines que sont l'Argentine, le Brésil et le Chili, ceux-ci étant considérés comme les trois pays les plus puissants, les plus influents et les plus riches d'Amérique du Sud. Le terme a surtout été utilisé dans la première moitié du XXe siècle, lorsque ces pays ont travaillé ensemble pour développer des intérêts communs et une approche coordonnée des problèmes de la région, avec relativement peu d'influence de la part des puissances extérieures.

## Histoire

L'Argentine, le Brésil et le Chili en vert.

Au début du XXe siècle, l'Argentine, le Brésil et le Chili se sont engagés dans une course aux armements navals, en commençant par l'achat par le Brésil de trois dreadnoughts en réponse à la course aux armements navals argentino-chilienne récemment conclue.
La conférence de paix de Niagara Falls voit la première utilisation certaine du terme « ABC ». Le 20 mai 1914, les trois pays se sont rencontrés à Niagara Falls, au Canada, pour servir de médiateur entre les États-Unis et le Mexique après des tensions croissantes liées à l'affaire Tampico, à l'occupation américaine de Veracruz et au développement de problèmes qui ont conduit à la révolution mexicaine. Lors de la conférence, les États-Unis étaient représentés par Frederick William Lehmann, ancien solliciteur général des États-Unis, et Joseph Rucker Lamar, juge associé à la Cour suprême des États-Unis.
En 1942, les pays ABC, avec les États-Unis, ont négocié les termes de paix de la guerre équatorienne-péruvienne. Cela a conduit à la perte de tous les territoires contestés du bassin amazonien revendiqués par l’Équateur avant la guerre.

## Voir également
- Communauté andine
- Relations Argentine-Brésil
- Relations Argentine-Chili
- Mercosur
- Cône Sud
- Course aux dreadnoughts en Armérique du Sud